# Born to Race
Born to Race è un film statunitense del 1988 diretto da James Fargo.

## Trama
Al Pagura, pilota di NASCAR, si innamora di Andrea Lombardo, un ingegnere automobilistico italiano che sta viaggiando per i circuiti NASCAR per vendere la sua controversa tecnologia del motore.